# Имуногенност
В медицината с термина имуногенност се означава способността на антигените да индуцират изграждането на специфичен имунитет в организма.

## Видове имуногенност
Има два вида имуногенност: желана и нежелана.

### Желана имуногенност
Желаната имуногенност обикновено е свързана с ваксини, където инжектирането на антиген провокира имунен отговор срещу вируси и бактерии за на организма. Развитието на ваксината е сложен многоетапен процес.

### Нежелана имуногенност
Нежеланата имуногенност е имунен отговор от организма срещу терапевтични антигени. Тази реакция води до продуциране на противолекарствени антитела, които са инактивирали терапевтичните ефекти при лечението и в редки случаи индуцират неблагоприятни ефекти.